# 库尔瓦坎
库尔瓦坎（西班牙语：Culhuacán，纳瓦语：Cōlhuacān，纳瓦特尔语发音：[koːlˈwakaːn]）是前哥伦布时期墨西哥谷地的一个纳瓦特尔语城邦，位于特斯科科湖与南部的索奇米尔科湖（Lake Xochimilco）之间的伊斯塔帕拉帕半岛西端。根据墨西加和特斯科科的传说，库尔瓦坎是托尔特克人在米斯科瓦特尔带领下所建。然而，《奇马尔帕因手稿（Codex Chimalpahin）》以及考古学研究表明，库尔瓦坎的形成可追溯到古典期（Mesoamerican Classic period）晚期，随着特奥蒂瓦坎的衰落和人口迁移而逐渐发展，早在托尔特克时期之前就存在于墨西哥谷地。
库尔瓦坎的居民传承了高度发达的文化，这使得该城邦享有盛名。此外，墨西加-特诺奇提特兰统治者的合法性也与库尔瓦坎的血统渊源密切相关。
16世纪西班牙征服阿兹特克帝国后，库尔瓦坎被纳入新西班牙殖民地，被称为“普埃布洛”（pueblo，小镇）；然而，在当地的纳瓦特尔语文献中，居民依然称其为“阿尔特佩特尔”（altepetl，城邦）。

## 历史
库尔瓦坎可能是最早在索奇米尔科湖畔建立的奇南帕（Chinampa）农业系统之一，其历史可追溯至公元1100年左右。
根据文献记载，库尔瓦坎在托兰（Tollan）灭亡后依然存在，并保持其声望直至14世纪中叶。据《墨西加约特尔编年史》（Crónica Mexicayotl，1609年）记载，1299年，库尔瓦坎统治者科克斯科特里（Coxcoxtli）与阿斯卡波察尔科的特帕内克人、索奇米尔卡人及其他城邦合作，将墨西加人驱逐出查普尔特佩克（Chapultepec）。此后，科克斯科特里允许墨西加人定居在查普尔特佩克西南的荒地蒂萨潘（Tizaapan），并将他们纳为库尔瓦坎的附庸。墨西加人逐渐融入库尔瓦坎文化，成为雇佣兵参与其战事。
特诺奇提特兰的统治者阿卡马皮奇特利（Acamapichtli）是科克斯科特里的孙子。然而，1377年，阿兹卡波察尔科在墨西加人的帮助下征服了库尔瓦坎。1428年，墨西加统治者伊兹科阿特尔（Itzcóatl）又推翻了阿斯卡波察尔科的霸权，并接受了“库尔瓦坎统治者”的称号。

## 传说
墨西哥历史学家希门尼斯·莫雷诺（Wigberto Jiménez Moreno）认为，托尔特克人在9世纪后期来到墨西哥谷地，在米什科阿特尔（意为“云蛇”）的带领下定居于库尔瓦坎。米什科阿特尔是托皮尔辛·羽蛇神的父亲。
墨西加人进入墨西哥谷地后，获萨潘地区，并深受其高度文化的影响，因而自称为“科尔瓦-墨西加”。然而，由于墨西加人将库尔瓦坎国王的女儿作为祭品并剥皮献祭，他们被驱逐，最终迁至特斯科科湖中建立了特诺奇提特兰 。

## 地名
在中美洲历史上，库尔瓦坎与多个城市的起源息息相关。墨西加文献中提到，特奥库尔瓦坎（旧库尔瓦坎）是羽蛇神的圣地。
关于“库尔瓦坎”这个纳瓦特尔语地名的解释有多种。洛特·塞儒尔尼认为它意为“弯曲山丘的地方”，与“星丘”（Cerro de la Estrella）有关，因为聚落最初建立在这座山丘的山脚下。塞西里奥·罗韦罗将该地名与纳瓦族的科尔瓦氏族联系起来，认为它的原名是《墨西加约特尔年代记》中提到的“特奥库尔瓦坎”（旧库尔瓦坎，科尔瓦人之地）。卡洛斯·蒙特马约尔等人则认为该地名由“Coltzin（弯曲之神）-hua（表示拥有）-can（表示地点）”构成，意为“崇拜科尔津的人的地方”。

## 位置
库尔瓦坎位于星丘的西坡，靠近索奇米尔科湖畔，这个地点位于墨西哥谷地的南北贸易要道上，地理位置十分重要。
古代库尔瓦坎相当于现今墨西哥城的伊斯塔帕拉帕区的库尔瓦坎地区（Pueblo Culhuacán），已有约1300年的居住历史。